# Ralf Forsström
Ralf Åke Forsström, född 29 juli 1943 i Helsingfors, är en finländsk scenograf, kostymdesigner och regissör.

## Biografi
Forsström studerade 1962–1967 vid Konstindustriella läroverket, avdelningen för inredningsarkitektur. Han arbetade redan under studietiden som scenograf och regissör bland annat vid Svenska Teatern (chefsscenograf 1975–1977), Lilla Teatern (chefsscenograf 1974–1975) och senare på 1980-talet vid Helsingfors stadsteater (chefsscenograf 1981–1992). Han var direktör för Pistolteatern i Stockholm 1968–1972 och Åbo Svenska Teater 1972–1973. Från 1994 har han arbetat som frilanskonstnär i Finland och de andra nordiska länderna.
Forsström har haft scenografiska framgångar bland annat i Bergen 1982 (William Shakespeares Stormen), med Aulis Sallinens opera Kuningas lähtee Ranskaan 1984 och Katarina den stora på Finlands Nationalteater 1996. Han är en förnyare, som i Finland förmått lyfta upp scenografikonsten till en egen konstart som ofta står den moderna bildkonsten – såsom den kinetiska konsten och installationskonsten – nära. Han tilldelades Pro Finlandia-medaljen 1996 och firade sina 35 år som konstnär 1998 med en egen uppsättning av den exotiska pjäsen Pojken Blå och Siddartha på Svenska Teatern.

## Teater

### Scenografi (ej komplett)
| År   | Produktion                                                | Upphovsmän                                   | Regi                           | Teater                   | Noter                 |
| ---- | --------------------------------------------------------- | -------------------------------------------- | ------------------------------ | ------------------------ | --------------------- |
| 1971 | Skulle det dyka upp fler lik är det bara å ringa Busybody | Jack Popplewell Översättning Evert Lundström | Stig Ossian Ericson            | Lilla teatern            |                       |
| 1979 | Söndagsgäster                                             | Björn Runeborg                               | Stig Ossian Ericson            | Stockholms stadsteater   |                       |
| 1986 | Don Juan Il dissoluto punito ossia il Don Giovanni        | Wolfgang Amadeus Mozart och Lorenzo Da Ponte | Bertil Lundén                  | Oscarsteatern            |                       |
| 1986 | Mannen från La Mancha Man of La Mancha                    | Mitch Leigh, Dale Wasserman och Joe Darion   | Folke Abenius och Mary Bettini | Oscarsteatern            |                       |
| 1995 | Arkadien Arcadia                                          | Tom Stoppard Översättning Per Erik Wahlund   | Frej Lindqvist                 | Stockholms stadsteater   | Scenografi och kostym |
| 1996 | Stulen lycka                                              | Bengt Ahlfors                                | Bengt Ahlfors                  | Helsingborgs stadsteater |                       |